# 管弦楽曲
管弦楽曲（かんげんがくきょく、かんげんがっきょく）は、管楽器（木管楽器、金管楽器）、弦楽器および打楽器からなるオーケストラ（管弦楽団）によって演奏される楽曲。

## 概要
管弦楽曲としては、
- 交響曲
- 協奏曲
- 序曲、演奏会用序曲、劇付随音楽、交響詩
- 舞曲、組曲、ウィンナ・ワルツ

が主な分野であるが、これらから交響曲と協奏曲を除いたものを指して用いられることが多い。また、これらの分野の中間的な存在の作品もある。
これらの作品は、専用の音楽ホールの舞台で演奏されることが通例だが、教会の聖堂や屋外の特設ステージなどで演奏される事例もある。
オペラ、バレエ、演劇の伴奏としても管弦楽が用いられるが、これらは「管弦楽曲」とは呼ばれない。ただし、オペラやバレエの音楽を抜粋して管弦楽のみのコンサート用にまとめた組曲などは「管弦楽曲」と呼ばれる。
いずれの場合も、指揮者を用いるのが普通である。